# Cercavo amore
Cercavo amore è un singolo della cantautrice italiana Emma, pubblicato il 27 aprile 2012 come quarto estratto dal secondo album in studio Sarò libera.

## Promozione
Il brano è stato abbinato alla campagna pubblicitaria Hyundai i10 Sound Edition. Lo stesso modello di automobile è presente nel videoclip realizzato per il singolo in forma di product placement.
Il 10 luglio 2012 viene pubblicata sulla piattaforma digitale iTunes, una single version remix, intitolata Cercavo Amore (Alex Gaudino & Jason Rooney Remix) - Single, contenente due remix.
Il brano Cercavo amore, sarà una delle due tracce esclusive per l'Europa (e l'unico brano italiano) che comporrà la tracklist del videogioco Just Dance 4, disponibile dal 2 ottobre 2012 in tutto il mondo.
La versione standard è stata inserita in diverse compilation tra cui: Now in Love 2013 (prodotta da EMI), Radio Italia Hit Estate, Hit Mania 2012 Special Edition, Amici 2012, Hot party Summer 2012 e Top of the Spot 2012 (prodotte entrambe da Universal Music). La versione remix di Cercavo amore è stata inserita nella compilation Hot Party Back 2 skool (prodotta da Universal Music).
L'11 maggio 2013 a Milano, a Piazza Duomo, in occasione del concerto di Radio Italia è stato organizzato un flash mob sulle note di Cercavo amore.

## Video musicale
Il video, per la regia di Marco Salom, è stato pubblicato il 16 maggio 2012. Nel video la cantante si mostra in un ambiente scuro e combattivo quasi "underground" a cui alterna fasi di ballo e di lotta con un ragazzo. Secondo Emma infatti le scene del video alterne mostrano cos'è per lei la vita reale e cos'è l'amore. Il video termina con il furto dell'auto e la spinta del ragazzo.

## Tracce
Testi di Roberto Casalino, musiche di Roberto Casalino e Niccolò Verrienti.
Download digitale
Edizioni musicali Universal Music Italia Srl, MZQ Edizioni Musicali S.a.s.
1. Cercavo amore – 3:34

Download digitale – remix
1. Cercavo amore (Alex Gaudino & Jason Rooney Remix) (Radio Edit) – 3:17
2. Cercavo amore (Alex Gaudino & Jason Rooney Remix) – 6:37

## Successo commerciale
Il singolo resta in vetta alla Top Singoli per due settimane, e dopo poco tempo viene dapprima certificato disco d'oro e successivamente disco di platino, per le oltre 30.000 vendite in digitale. In Svizzera, raggiunge la 68ª posizione della rispettiva classifica. Il brano è il 22° più venduto nel primo semestre del 2012.

## Classifiche

### Classifiche settimanali
| Classifica (2013) | Posizione massima |
| ----------------- | ----------------- |
| Italia            | 1                 |
| Svizzera          | 68                |

### Classifiche di fine anno
| Classifica (2012) | Posizione |
| ----------------- | --------- |
| Italia            | 31        |